# Francesca Barale
Francesca Barale (* 4. März 2004 in Domodossola) ist eine italienische Radrennfahrerin.

## Sportliche Laufbahn
Im Nachwuchsbereich war Barale seit Beginn ihrer Karriere im Radsport auf nationaler Ebene eine der erfolgreichsten Fahrerinnen ihres Jahrgangs. Durch das italienische Radsportmagazin tuttoBICI wurde sie bereits als bester Newcomerin des Jahres 2017 und beste U17-Fahrerin des Jahres 2019 ausgezeichnet. Als Juniorin gewann sie 2020 den italienischen Titel im Straßenrennen und 2021 den Titel im Einzelzeitfahren. Als Mitglied der Nationalmannschaft nahm sie an Welt- und Europameisterschaften teil, bei den Europameisterschaften 2021 belegte sie den vierten Platz im Straßenrennen. In beiden Jahren erhielt sie jeweils den Oscar tuttoBICI als Juniorin des Jahres.
Mit dem Wechsel in die U23 erhielt Barale zur Saison 2022 unmittelbar einen Vertrag beim UCI Women’s WorldTeam DSM. In der Saison 2022 absolvierte sie noch ein begrenztes Rennprogramm, da sie parallel ihren Schulabschluss machte. 2023 zeigte sie bei Tre Valli Varesine ihr bestes Saisonrennen und verpasste als Vierte knapp das Podium. Ihr bisher wertvollstes Ergebnis erzielte sie 2024 mit dem sechsten Platz beim Cadel Evans Great Ocean Road Race.

## Familie
Francesca Barale ist die Enkeltochter von Germano Barale, Radprofi von 1957 bis 1964 und mehrfacher Teilnehmer am Giro d’Italia und an der Tour de France.

## Ehrungen
- Oscar tuttoBICI – Newcomerin des Jahres 2017
- Oscar tuttoBICI – U17-Fahrerin des Jahres 2019
- Oscar tuttoBICI – Juniorin des Jahres 2020 und 2021[2]

## Erfolge
2020
- Italienische Junioren-Meisterin – Straßenrennen

2022
- Italienische Junioren-Meisterin – Einzelzeitfahren